# Топонимия Литвы

Административное деление Литвы

Топонимия Литвы — совокупность географических названий, включающая наименования природных и культурных объектов на территории Литвы. Структура и состав топонимии страны обусловлены её географическим положением, историей и лингвистической ситуацией в стране.

## Название страны
Этимология слова «Литва» точно не известна, при этом существует множество версий, ни одна из которых не получила всеобщего признания. Корень «лит» и его варианты «лет»/«лют» допускают различные толкования как в балтских и славянских, так и в других индоевропейских языках. Так, например, существуют созвучные топонимы на территории Словакии (Lytva) и Румынии (Litua), известные с XI—XII веков. По мнению Е. М. Поспелова, топоним образован от древнего названия реки Летава (Lietavà от лит. lieti «лить», русское «Летавка»). Феодальное княжество, по землям которого протекала
эта река, со временем заняло ведущее положение и название было распространено на всё государство. В «Повести временных лет» (XII век) упоминается этноним «литва», полностью совпадающий с названием местности «Литва» и по смыслу (территория, где живёт литва), и по форме.
Название «Литва» впервые упомянуто в Кведлинбургских анналах под 1009 годом, а с середины XIII века закрепилось название государства Великое княжество Литовское, при этом великий князь Миндовг короновался как "король Литвы. Великое княжество Литовское просуществовало де-юре до конца XVIII века, при этом с 1385 года оно находилось в личной унии с Королевством Польским, а с 1569 года — в сеймовой Люблинской унии в составе федеративной Речи Посполитой. После третьего раздела Речи Посполитой в 1795 году Великое княжество Литовское прекратило своё существование, а к 1815 году вся территория бывшего княжества вошла в состав Российской империи.
Воссоздание самостоятельного Литовского государства произошло после Первой мировой войны, когда была провозглашена независимая Литовская республика (лит. Lietuvos Respublika). 16 декабря 1918 года была образована Литовская советская республика, которая в 1919 году объединилась с Белоруссией в Литовско-Белорусскую ССР (Литбел), просуществовавшую несколько месяцев, после чего на части литовских и белорусских земель возникло марионеточное государство Срединная Литва, в 1922 году вошедшее в состав Польши. После заключения в июле 1920 года советско-литовского договора Литбел прекратил своё существование де-юре. После вхождения Литвы в состав СССР в 1940 году страна получила наименование Литовская Советская Социалистическая Республика (лит. Lietuvos Tarybų Socialistinė Respublika, Lietuvos TSR), под которым пребывала до распада СССР. После получения независимости в сентябре 1991 года страна вновь стала называться «Литовская Республика». Это название было закреплено в Конституции страны 1992 года.

## Формирование и состав топонимии
Топонимия Литвы характеризуется чётко выраженной балтийской основой. Топонимический пласт Литвы формируют преимущественно литовские названия, что особенно ярко проявляется в гидронимии. Так, по оценкам Ю. Бальчикониса, от гидронимов происходит более 400 ойконимов Литвы, в частности, Швянтунис, Упина, Вянта и другие. Типично литовскими гидронимами можно считать такие потамонимы как Нярис, Мяркис, Дубиса, Шяшупе, Швянтойни, Невяжис.
На западе страны топонимия испытала германоязычное влияние, но при этом германизация не закрепилась сколько-нибудь значительно даже в регионе Клайпеды, имеющем отличную от остальной территории Литвы историю (до 1525 года город, носивший в то время название «Мемель», принадлежал рыцарям Тевтонского ордена, а до 1923 года — Германии). В то же время ряд топонимов балтийского происхождения выявлен а территории соседней с Литвой Калининградской области. На востоке страны отмечено наличие славянских топонимов, многие из которых ассимилированы балтийскими языками. С другой стороны, наличие балтийских топонимов фиксируется в соседних с Литвой регионах — в Белоруссии, Псковской области. На севере страны наличествуют очаги прибалтийско-финского топонимического пласта.
Для ойконимии Литвы характерно наличие широкого пласта антропотопонимов — по некоторым оценкам, до двух третей ойконимов происходит от личных имён и фамилий. Среди наиболее распространённых топоформантов — -эжярс (озеро), -упе (река), -шилас (бор), -бала (болото), -лаукас (поле), -калнас (гора), -гиря (лес), -кайтас, -соджюс (деревня), -акмус (камень), -молис (глина), -пева (луг), которые часто входят в состав сложных топонимов вместе с прилагательными типа балтас (белый), жаляс (зелёный), юодас (чёрный), раудонас (красный), аукштас (высокий), жямас (низкий), науяс (новый), сянас (старый) и т. д..

## Топонимическая политика
Стандартизацией географических названий на национальном уровне в Литве занимается Национальная комиссия по литовскому языку, а Национальная земельная служба при
Министерстве сельского хозяйства (НЗС) ответственна за составление официальных карт.
Названия административно-территориальных единиц Литвы, сенюний (территориальная часть самоуправления), населенных пунктов, улиц, а также названия, присвоенные зданиям, помещениям или другим объектам, их адреса и географическое местоположение хранятся в Регистре адресов Литовской Республики. По данным на 1 ноября 2015 года в Регистре зарегистрировано: 10 областей, 60 самоуправлений, 548 сенюний, 21 171 населенных пунктов (103 города, 250 городка, 19 151 деревень и 1667 хуторов) и 53 392 наименований улиц. На основе Регистра адресов функционирует интерактивная карта геоинформационных сервисов REGIA на 4 языках. На этой карте публикуются не только объекты Регистра адресов, но также социальные, культурные, экономические данные, предназначенные для информирования населения.
В 2014—2015 годах Литовская геоинформационная база данных названий мест (http://lvvgdb.lki.lt) была интегрирована в общую систему цифровых ресурсов Института литовского языка. Институт литовского языка актуализировал эту базу данных, в частности, для озёр площадью больше 50 га и рек длиннее 50 км, были собраны такие характеристики как название, название с ударением, род, число, ударение, происхождение, происхождение по источнику происхождения, объяснение происхождения, создание, объяснение создания, все формы склонения с ударениями, звуковая форма всех падежей. Кроме того, отдел имён/названий Института литовского языка осуществляет издание Словаря литовских названий.